# Olaf Küttner
Olaf Küttner (né le 21 février 1914 et mort le 24 juin 1974) est un architecte finlandais.

## Ouvrages principaux

### À Pori
- Église de Pihlava (1957)
- Poste de police de Pori (1961)
- Résidence des infirmières de Pori (fi) (1962)
- Château d'eau de Kaanaa (fi) (1963)
- Hôpital municipal de Pori (fi) (1971)
- Musée du Satakunta (1973)
- Église de Teljä (1973)
- École de Herralahti (fi) (1975)
- Bibliothèque municipale de Pori (fi) (1976)

### Autres
- Sanatorium, Kankaanpää (1957)

## Galerie

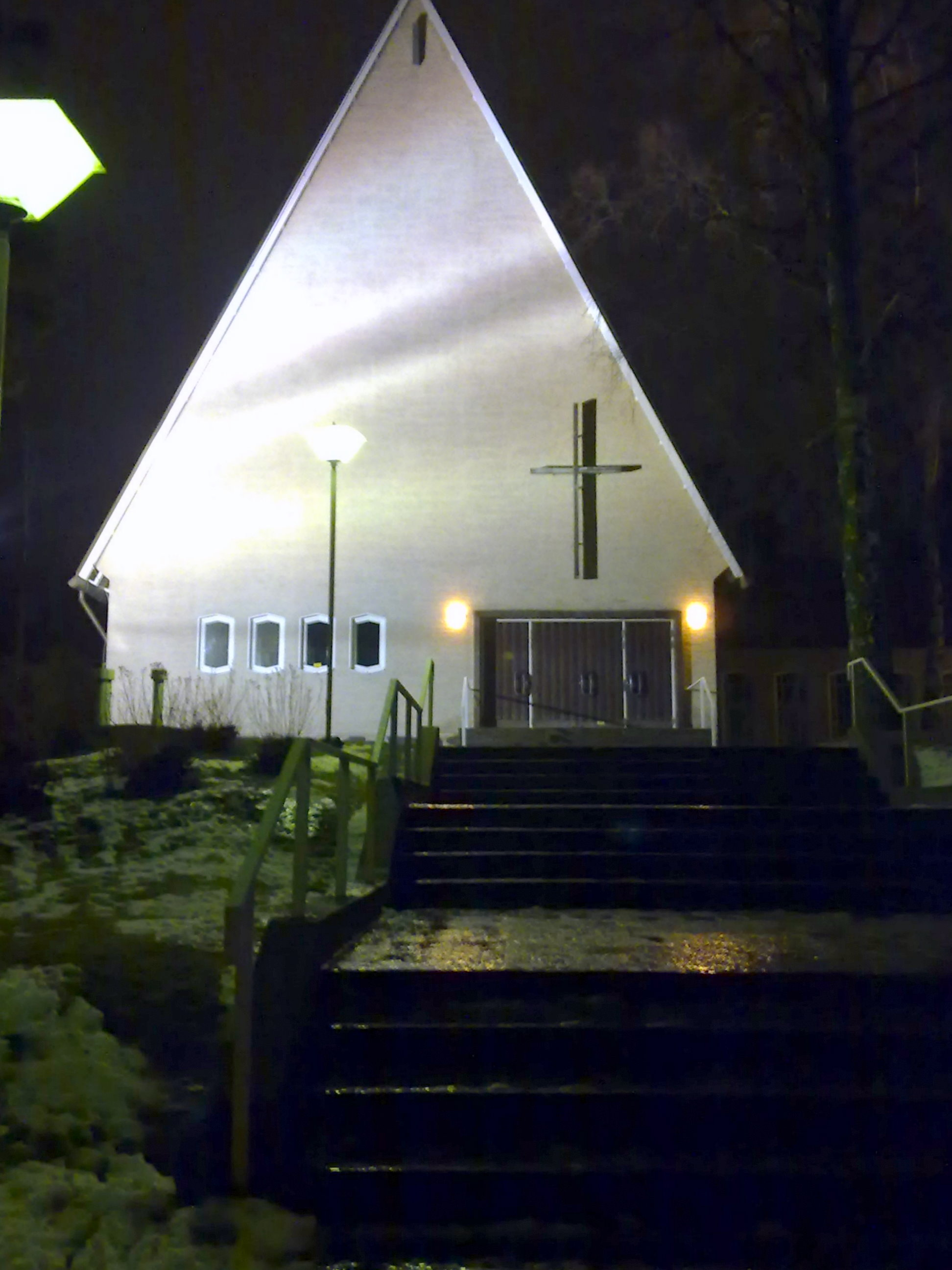
Église de Pihlava.
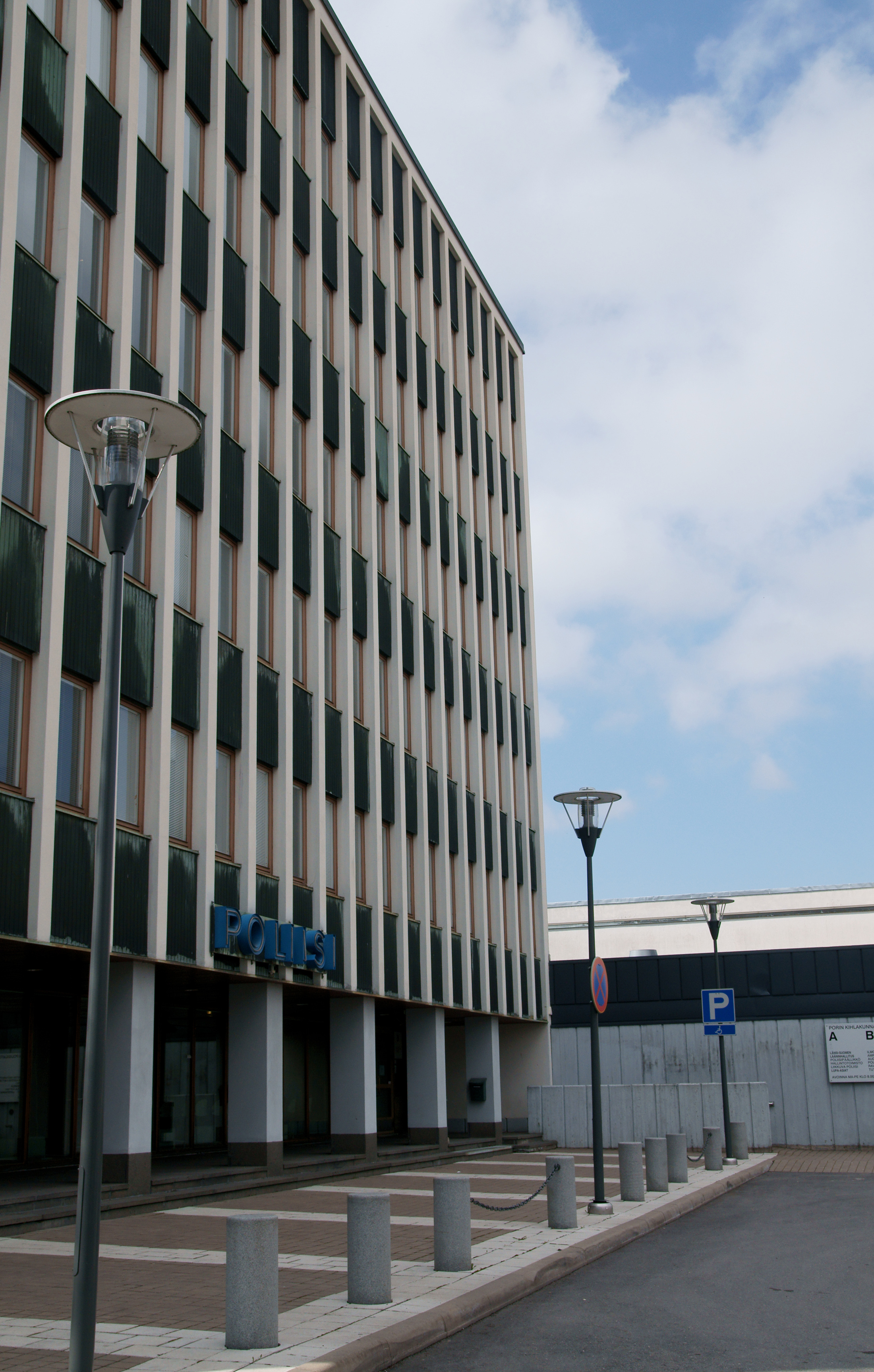
Poste de police de Pori (fi) .
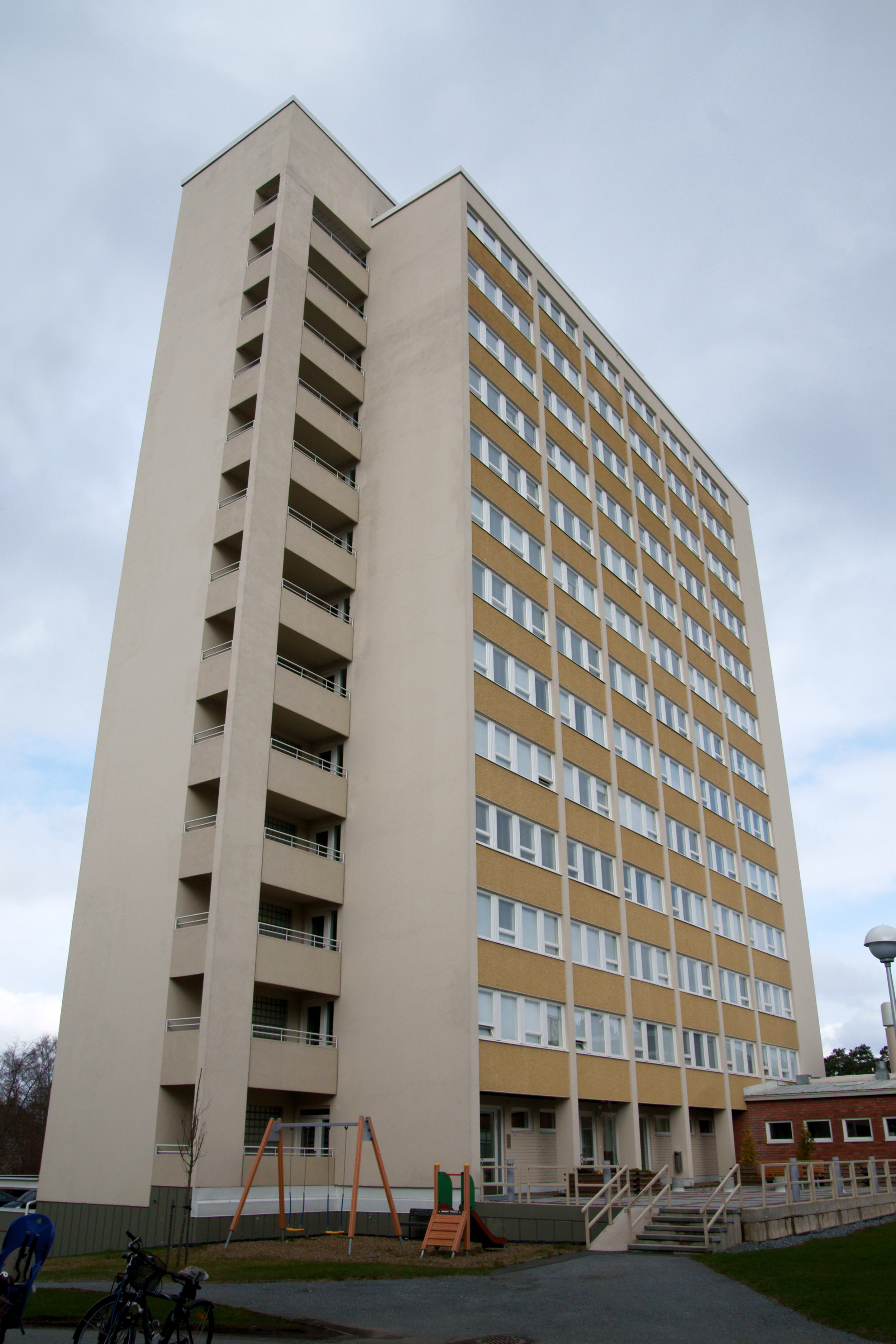
Résidence des infirmières de Pori.
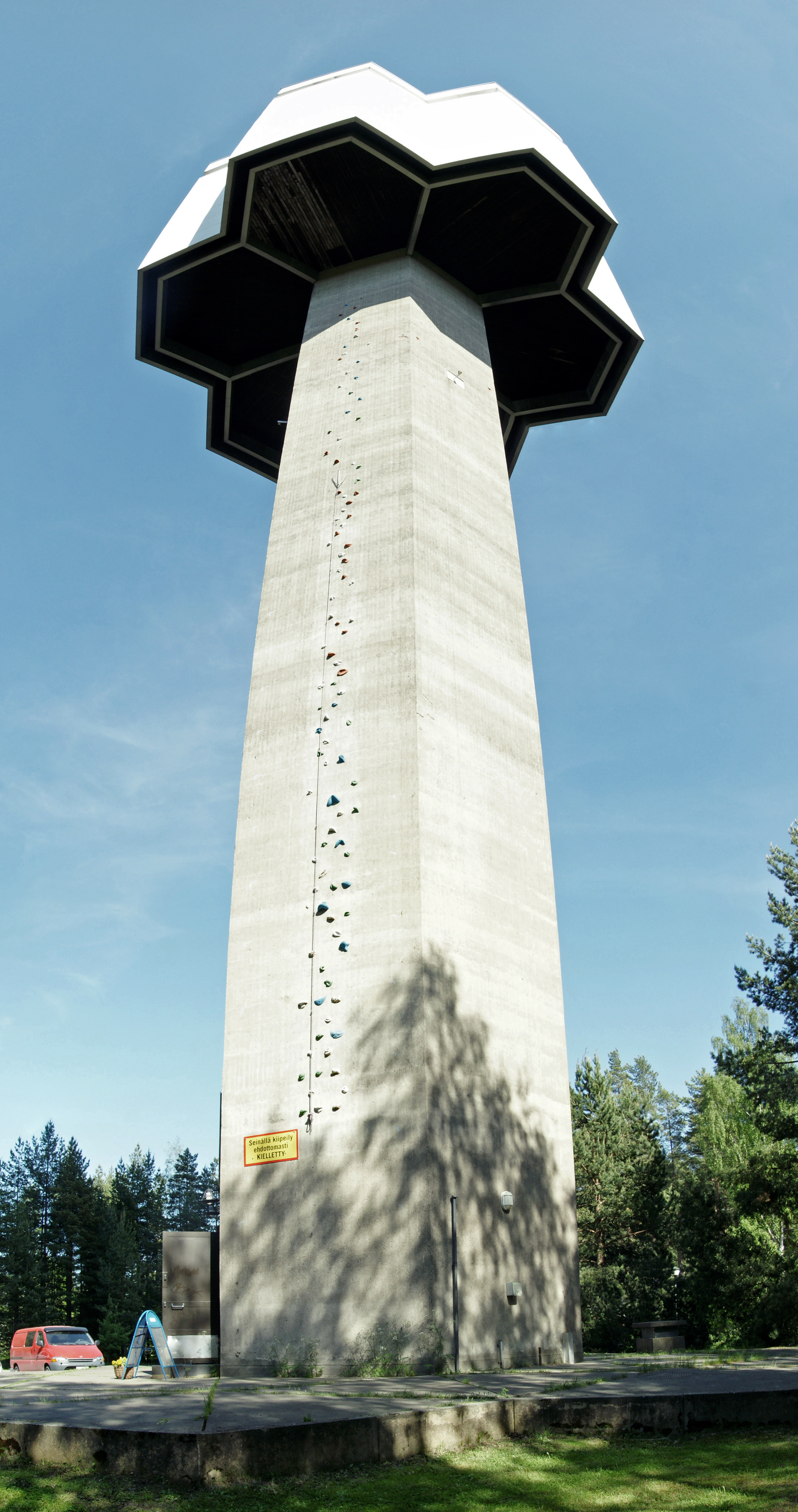
Château d'eau de Kaanaa (fi).
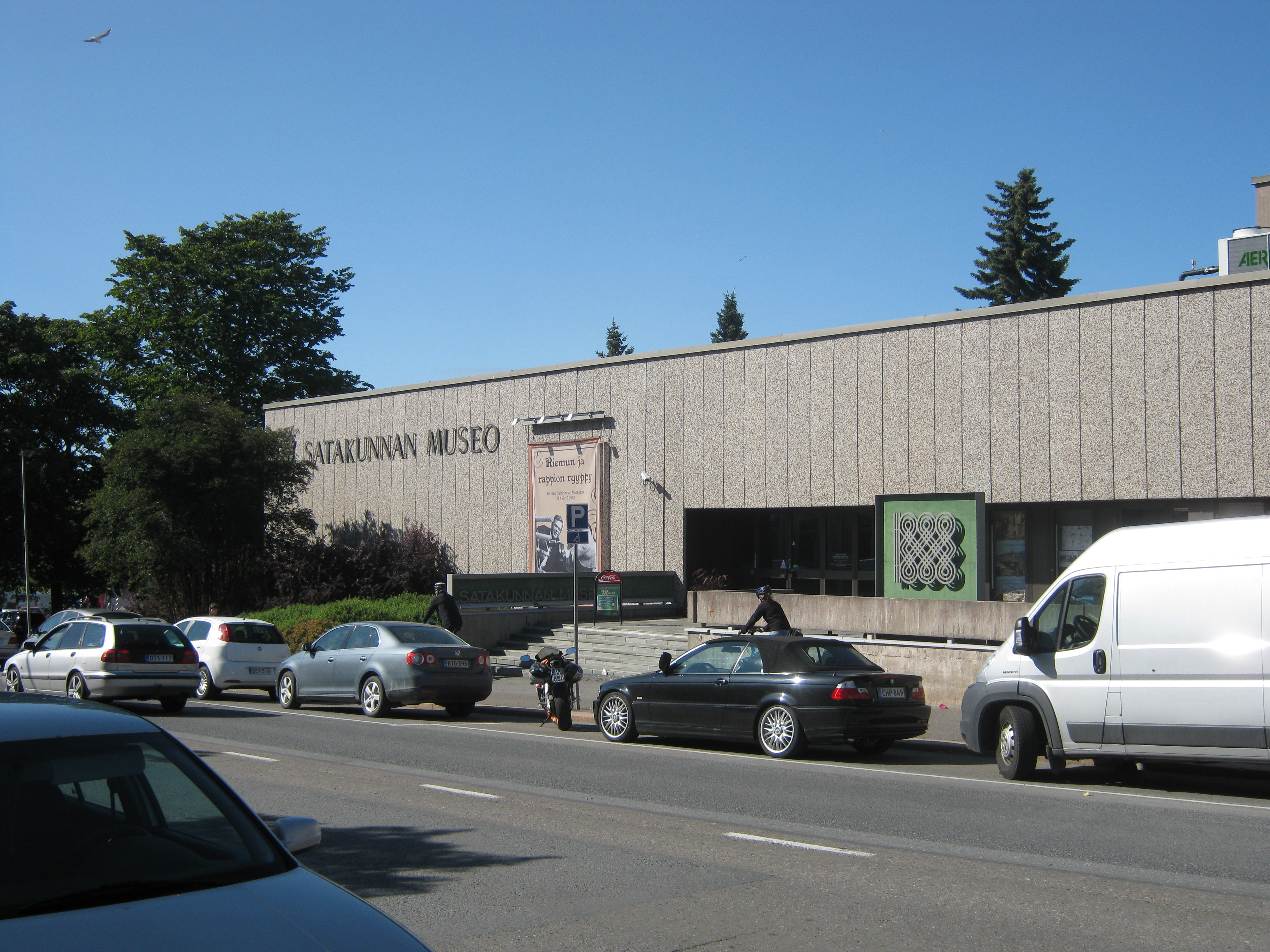
Musée du Satakunta.

.